# Yponomeuta
Yponomeuta је род мољаца из породице Yponomeutidae.

## Врсте
Од 76 врста (број потврђен молекуларним анализама) у свету, половина је палеарктичког распрострањења. У Европи су забележене следеће врсте:
- Yponomeuta cagnagella (Hübner, 1813)
- Yponomeuta evonymella (Linnaeus, 1758)
- Yponomeuta gigas (Rebel, 1892)
- Yponomeuta irrorella (Hübner, 1796)
- Yponomeuta mahalebella (Guenée, 1845)
- Yponomeuta malinellus (Zeller, 1838)
- Yponomeuta padella (Linnaeus, 1758)
- Yponomeuta plumbella (Denis & Schiffermüller, 1775)
- Yponomeuta rorrella (Hübner, 1796)
- Yponomeuta sedella (Treitschke, 1832)

У Србији је потврђено присуство 8 врста, и то Y. sedella, Y. plumbella, Y. irrorella, Y. cagnagella, Y. rorrella, Y. malinellus, Y. padella и Y. evonymella.

## Опис
Распон крила ових врста креће се између 8 и 30 милиметара. Крила су најчешће беле боје и веома издужена, понекад маркирана црним тачкама. Гусенице достижу дужину од 15 до 20 милиметара, најчешће су бледе до жућкасте боје и дорзална вена се назире кроз интегумент. Често су проторакални штит и анална плоча изражени, склеротизовани, сјајни и црне боје. Субдорзум може бити маркиран тачкастим маркацијама у низу. Лутке су ситне и жућкасте, заштићене издуженим свиленим омотачем.

## Економски значај
Економски значајан стадијум врста из рода Yponomeuta је стадијум гусенице. Осим у случају врсте Yponomeuta irrorella, живе и хране се грегарно. Гусенице уз помоћ серицигених жлезди испредају комуналну мрежу, која истовремено пружа заштиту и олакшава храњење. Иако веома ситне, гусенице прогризају листове остављајући за собом само лисну нерватуру, и потом прелазе на следећи део биљке или суседну биљку. Нападнуте биљке се лако препознају, јер су прекривене свиленим нитима. У зависности од врсте, гусенице су монофагне или олигофагне, а Y. malinellus, Y. evonymella и Y. padella нарочито проучаване због штете коју наносе економски значајним биљним врстама попут оних из родова Malus и Prunus.